# Тимофеев, Михаил Михайлович
Михаи́л Миха́йлович Тимофе́ев (1896, Санкт-Петербург — декабрь 1977, Москва) — генерал-майор государственной безопасности. Входил в состав особой тройки НКВД СССР.

## Биография
С 1920 года — начальник Особого отдела 55-й стрелковой дивизии.
В 1921—1922 в органах ЧК. В 1921 — начальник военной группы Политического бюро Купинской уездной ЧК. 1922 — в начальник Особого отдела Харьковской губернской ЧК, уполномоченный Богодуховского окружного отдела ГПУ
В 1922—1934 в органах ОГПУ УССР — начальник Богодуховского-Ахтырского, Новгород-Северского-Глуховского, Харьковского, Криворожского, Донецкого, Черниговского областного отдела ГПУ. Начальник Дорожно-транспортного отдела ОГПУ Юго-Западной железной дороги. Заместитель начальника Экономического управления ГПУ при СНК Украинской ССР.
В 1934—1937 — в органах НКВД. Начальник Управления НКВД по Черниговской, Винницкой области. Этот период отмечен вхождением в состав особой тройки, созданной по приказу НКВД СССР от 30.07.1937 № 00447 и активным участием в сталинских репрессиях.
В 1937—1956 — в органах ГУЛАГ. Начальник Беломоро-Балтийского комбината и исправительно-трудового лагеря НКВД. Начальник Кексгольмского, Пудожгорского исправительно-трудового лагеря НКВД. Начальник Управления — Главного управления лагерей лесной промышленности НКВД — МВД СССР. Начальник Главспецлеса Министерства лесной и бумажной промышленности СССР. Начальник Главного управления лагерей лесной промышленности МВД СССР.
С 1956 года — на пенсии. Умер в Москве в декабре 1977 года.

## Память
В 2010 году Службой безопасности Украины включён в Список партийных и советских руководителей, руководящих сотрудников ОГПУ и ГПУ УССР, виновных в проведении на Украине политики Голодомора-Геноцида и репрессий.
Один из рассказов в книге Л. Разгона «Непридуманное» посвящён Тимофееву.